# Project Zero (Google)
Project Zero是Google公司於2014年7月15日所公開的一個團隊，此團隊專責找出各種軟體的安全漏洞，特別是可能會導致零時差攻擊者。此團隊的領導者為曾任Google Chrome安全小組的克里斯·伊凡斯（Chris Evans）。
此團隊找出安全漏洞之後，會即時通知受影響軟體的開發者，在開發者還沒修補此漏洞前，不會對外公佈。但90天之後，無論原開發者是否已修復漏洞，都會自動公開。

## 知名成員
- 克里斯·伊凡斯[3]：團隊領導者
- 喬治·霍茲（George Hotz）[3]
- Ben Hawkes[3]
- Tavis Ormandy[3]
- Ian Beer[3]
- James Forshaw[3]
- 約翰·霍恩（Jann Horn）
- Derick Sun

## 重要发现
- Google Project Zero 早期发布的一份报告引起了人们的关注，该报告涉及一个允许黑客控制运行 Safari 浏览器 的软件的漏洞。[4]  该团队，特别是 Beer，因其努力在 Apple 的简短感谢信中被提及。
- 2014 年 9 月 30 日，Google 在 Windows 8.1 的系统调用 "NtApphelpCacheControl" 中发现了一个安全漏洞，该漏洞允许普通用户获得管理员权限。[5] Microsoft 立即收到了有关该问题的通知，但未能在 90 天内修复该问题，这意味着有关该漏洞的信息于 2014 年 12 月 29 日公开发布。[2]  将该漏洞公之于众引发了 Microsoft 的回应，称他们正在解决该问题。[2]
- 2015 年 3 月 9 日，Google Project Zero 的博客发布了一篇客座文章，披露了如何利用常见 DRAM 硬件漏洞 Row Hammer 来提升本地用户的权限。[6]  这篇文章引发了学术界和硬件界的大量后续研究。
- 2017 年 2 月 19 日，Google 在 Cloudflare 的反向代理中发现了一个漏洞，[7]  该漏洞导致其边缘服务器运行到缓冲区末尾之后，并返回包含 HTTP Cookie、身份验证令牌、HTTP POST 正文和其他敏感数据等隐私信息的内存。其中一些数据被搜索引擎缓存。[8]  Project Zero 团队的一名成员将此漏洞称为 Cloudbleed。[7]
- 2017 年 3 月 27 日，Project Zero 的 Tavis Ormandy 在流行的密码管理器 LastPass 中发现了一个漏洞。[9]  2017 年 3 月 31 日，LastPass 宣布他们已修复该问题。[10]
- 2017 年年中，Project Zero 参与发现了影响大多数现代 CPU 的 Meltdown 和 Spectre 漏洞，并于 2018 年 1 月初披露。[11]  该问题由 Jann Horn 独立于其他报告该安全漏洞的研究人员发现，并计划于 2018 年 1 月 9 日发布，但由于越来越多的猜测而提前了发布日期。[12]
- 2019 年 2 月 1 日，Project Zero 向 Apple 报告称，他们发现了一组五个独立且完整的 iPhone 利用链，影响从 iOS 10 到所有版本 iOS 12 的系统，这些漏洞并非针对特定用户，但能够感染任何访问过受感染网站的用户。一系列被黑客入侵的网站被用于针对其访问者的无差别 水坑攻击，Project Zero 估计这些网站每周接待数千名访问者。Project Zero 认为，这些攻击表明，一个组织在至少两年的时间里一直在持续努力地攻击某些社区的 iPhone 用户。[13]  Apple 在 2019 年 2 月 7 日发布的 iOS 12.1.4 中修复了这些漏洞，[14] 并表示在 Project Zero 报告时，修复工作已经在进行中。[15]
- 2019 年 4 月 18 日，Project Zero 在 Apple iMessage 中发现了一个漏洞，其中某个格式错误的消息可能导致 Springboard “……反复崩溃并重新生成，导致无法显示用户界面，并且手机停止响应输入。”[16]  这将导致 iPhone 的 UI 完全崩溃，使其无法操作。即使在 硬件重置 后，该漏洞仍然存在。该漏洞还会影响 Mac 上的 iMessage，但结果不同。Apple 在 Project Zero 发布该漏洞之前的 90 天内修复了该漏洞。
- 2021 年 12 月，该团队根据其与 Apple 安全工程与架构 (SEAR) 小组的合作，发布了 FORCEDENTRY 漏洞的技术细则。[17]

## 外部連結
- （英文）Official blog（页面存档备份，存于）
- （英文）Database of detected vulnerabilities（页面存档备份，存于）
- （英文）List of vulnerabilities found by Google before starting "Project Zero"（页面存档备份，存于）